# Luit van der Tuuk
Luit van der Tuuk (1954) is een Nederlands schrijver van populairwetenschappelijke boeken die zich vooral richten op de vroegmiddeleeuwse geschiedenis van Noordwest-Europa.
Hij schreef onder andere over Franken, Friezen en Vikingen. Zijn boek, De eerste Gouden Eeuw, handel en scheepvaart in de vroege middeleeuwen is bekroond met de W.A van Es-prijs voor het beste boek van 2013 in de populairwetenschappelijke categorie. Verder leverde hij bijdragen voor Jaarboek van Xanten en voor Bijdragen en mededelingen Gelre.
Luit van der Tuuk is vrijwillig conservator van Museum Dorestad in Wijk bij Duurstede.